# Condado de Menard (Texas)
O Condado de Menard é um dos 254 condados do estado nore-americano do Texas. A sede do condado é Menard, e sua maior cidade é Menard.
O condado possui uma área de 2 337 km² (dos quais 1 km² estão cobertos por água), uma população de 2 360 habitantes, e uma densidade populacional de 1 hab/km² (segundo o censo nacional de 2000).
O condado foi criado em 1858.